# ノール 2200
ノール 2200
- 用途：艦上戦闘機
- 製造者：SNCAN
- 初飛行：1949年12月16日
- 生産数：1機
- 運用状況：試作のみ

ノール 2200（Nord 2200）は、1946年のフランス海軍による艦上戦闘機を求めた要求に応じて開発された戦闘機である。1949年12月16日に初飛行を行ったが、本機は選定されなかったことから量産には入らなかった。

## 開発
SNCANは、20mmか30mm 機関砲と500 kg爆弾やロケット弾で武装した航空機の要求に合致する艦上戦闘機を開発した。この機体は推力22.2 kN (5,000 lbf)のイスパノ・スイザ製のロールス・ロイス ニーン 102を搭載し、24°の後退翼を備えていた。結果的に唯一製造された試作機には武装は装着されず、航空母艦での運用に要求されていた主翼の折り畳み機構も備えていなかった。1950年6月24日に損傷を受けたこの試作機は、より大きな垂直尾翼と機首の空気吸入口の上にレーダーを搭載するための空間を設けられて修復された。試験飛行は1954年まで続けられたが、艦上戦闘機を求めたこの要求に対してはデ・ハビランド シーベノムの派生型であるアキロン（Aquilon）が選定された。

## 要目 (2200)
出典: 
諸元
- 乗員: 1
- ペイロード: 3,060 kg （6,746 lb）
- 全長: 13.9 m （45 ft 7.25 in）
- 全高: 4.80 m （15 ft 9 in）
- 翼幅: 12.00 m（39 ft 4.5in）
- 翼面積: 31.6 m2 （340.15 ft2）
- 空虚重量: 4,830 kg （10,648 lb）
- 運用時重量: 7,890 kg （17,394 lb）
- 動力: イスパノ・スイザ製 ロールス・ロイス ニーン 102 ターボジェットエンジン、22.2 kN （5,000 lbf）  × 1

性能
- 最大速度: 936 km/h （582 knots）
- 上昇率: 23 m/s （4,527 ft/min）